# Карамамеевская волость
Карамаме́евская во́лость — административная единица в составе Свияжского уезда Казанской губернии. Волость существовала до 1781 года.

## История
По сведениям 1638 года в волость входили селения Мамеево, Кобяково, Семеново, Бекшихово, Атишево, Биболдеево, Кибечево, Девлезери, Боташево.

По сведениям 1719 года деревня Новое Изамбаево (ныне — в Комсомольском районе Чувашии) входила в Карамамеевскую волость. 

По данным I ревизии 1722 года в волости числились селения:
| Название                          | Совр. название                                                                        | Совр. расположение  |
| --------------------------------- | ------------------------------------------------------------------------------------- | ------------------- |
| Большие Бикшики                   | Большие Бикшихи                                                                       | Канашский           |
| Карамами                          | Кармамеи                                                                              | Канашский           |
| Атачева                           | Атишево (ныне не существует, в составе д. Сугайкасы и г. Канаш)                       | Канашский           |
| Кибечи                            | Б. Кибечи (ныне не существует,в составе дд. Средние Кибечи, Нижние Кибечи, Челкумаги) | Канашский           |
| Девлизерова                       | Верхнее Девлизерово, Нижнее Девлизерово                                               | Канашский           |
| Биболдина                         | Ухманы                                                                                | Канашский           |
| Малые Кибечи                      | Малые Кибечи                                                                          | Канашский           |
| Семенова                          | Семёновка                                                                             | Канашский           |
| Малые Кибечи                      | ныне не существует (в составе д. Мокры)                                               | Канашский           |
| Балтачева                         | ныне не существует (в составе д. Малые Кибечи)                                        | Канашский           |
| Малые Бикшики                     | Малые Бикшихи                                                                         | Канашский           |
| Апанасова                         | Апанасово-Эщебенево                                                                   | Яльчикский          |
| Мами Утка тож                     | д. Уткино, ныне не существует (в составе Чагаси)                                      | Канашский           |
| Большая Тимерчеева                |                                                                                       |                     |
| Малая Темирчи                     | Покровское                                                                            | Мариинско-Посадский |
| Степная Яникова что на Малой Буле | Степное Яниково                                                                       | Комсомольский       |
| Буртас                            | Буртасы                                                                               | Урмарский           |
| Бакашева                          | Бакашево                                                                              | Батыревский         |
| Багильдина                        | Байгильдино                                                                           | Канашский           |
| Сюндюкова                         | Сюндюково                                                                             | Марпосадский        |
| Мокшина                           | Липово                                                                                | Козловский          |
| Малая Яушева                      | Малые Яуши                                                                            | Вурнарский          |

По данным II ревизии 1747 года в волости числились селения:
| Название                      | Совр. название                                                                        | Совр. расположение |
| ----------------------------- | ------------------------------------------------------------------------------------- | ------------------ |
| Большие Бикшики               | Большие Бикшихи                                                                       | Канашский          |
| Кармамеи                      | Кармамеи                                                                              | Канашский          |
| Девлизерова                   | Верхнее Девлизерово, Нижнее Девлизерово                                               | Канашский          |
| Атишева                       | Атишево (ныне не существует, в составе д. Сугайкасы и г. Канаш)                       | Канашский          |
| Кибечева                      | Б. Кибечи (ныне не существует,в составе дд. Средние Кибечи, Нижние Кибечи, Челкумаги) | Канашский          |
| Биболдина                     | Ухманы                                                                                | Канашский          |
| Малая Кибечева                | Малые Кибечи                                                                          | Канашский          |
| Малая Кибечева                | ныне не существует (в составе д. Мокры)                                               | Канашский          |
| Семенова                      | Семеновка                                                                             | Канашский          |
| Болтачева                     | ныне не существует (в составе д. Малые Кибечи)                                        | Канашский          |
| Малые Бикшики                 | Малые Бикшихи                                                                         | Канашский          |
| Новая Исенбаева на Малой Буле | Новое Изамбаево                                                                       | Яльчикский         |
| Апанасова                     | Апанасово-Эщебенево                                                                   | Яльчикский         |
| Малые Мами Утка               | д. Уткино, ныне не существует (в составе Чагаси)                                      | Канашский          |

По данным III ревизии 1762 года в волости числились селения:
| Название                      | Совр. название                                                                        | Совр. расположение |
| ----------------------------- | ------------------------------------------------------------------------------------- | ------------------ |
| Большие Бикшики               | Большие Бикшихи                                                                       | Канашский          |
| Кармамеи                      | Кармамеи                                                                              | Канашский          |
| Девлизерова                   | Верхнее Девлизерово, Нижнее Девлизерово                                               | Канашский          |
| Атишева                       | Атишево (ныне не существует, в составе д. Сугайкасы и г. Канаш)                       | Канашский          |
| Кибечева                      | Б. Кибечи (ныне не существует,в составе дд. Средние Кибечи, Нижние Кибечи, Челкумаги) | Канашский          |
| Биболдина                     | Ухманы                                                                                | Канашский          |
| Малая Кибечева                | Малые Кибечи                                                                          | Канашский          |
| Малая Кибечева                | ныне не существует (в составе д. Мокры)                                               | Канашский          |
| Семенова                      | Семёновка                                                                             | Канашский          |
| Болтачева                     | ныне не существует (в составе д. Малые Кибечи)                                        | Канашский          |
| Малые Бикшики                 | Малые Бикшихи                                                                         | Канашский          |
| Новая Исенбаева на Малой Буле | Новое Изамбаево                                                                       | Комсомольский      |
| Апанасова                     | Апанасово-Эщебенево                                                                   | Яльчикский         |
| Малые Маими Утка              | д. Уткино, ныне не существует (в составе Чагаси)                                      | Канашский          |
| Новые Мамеи                   | Новые Мамеи                                                                           | Канашский          |